# 公羊姓
公羊姓，為漢字複姓，《百家姓》中列为第420姓。

## 起源
- 以字为氏。为春秋时代鲁国公孙羊孺的后代。

## 郡望
- 顿丘郡：在今河南浚县一带。

## 外部連結
[在维基数据编辑]
 《百家姓》
 《欽定古今圖書集成·明倫彙編·氏族典·公羊姓部》，出自陈梦雷《古今圖書集成》